# Pangkah
Pangkah is een bestuurslaag in het regentschap Pekalongan van de provincie Midden-Java, Indonesië. Pangkah telt 2165 inwoners (volkstelling 2010).